# Песчаный (мыс, Каркинитский залив)
Песчаный (укр. Піщаний) — мыс на северо-западном побережье Крыма на территории Раздольненского района (Крым). Вдаётся в Каркинитский залив Чёрного моря. Расположен севернее села Стерегущее. 
Входит в состав регионального ландшафтного парка Бакальская коса, созданного в 2000 году площадью 1 520 га. 
Западнее расположена Бакальская банка, а юго-восточнее — Бакальская бухта. 
Мыс является северной оконечностью Бакальской косы, которая здесь расширяется. На мысе расположен маяк (ныне недействующий) и опорный тригонометрический пункт (высотой 1,3 м — максимальная точка местности). На мысе расположено несколько небольших водоемов.
Береговая линия мыса пологая аккумулятивного типа. 
Сильные зимние штормы намывают и размывают береговую линию. Летом 2013 года из-за деятельности человека (большой добычи песка) и моря (штормов) мыс Песчаный превратился в остров. Теперь вместо узкого перешейка расположена отмель соединяющая мыс с остальной частью Бакальской косы.